# Kolp
Kolp er en flod i Leningrad og Vologda oblast i Rusland. Den er en højre biflod til Suda (i Volgas afvandingsområde).
Floden er 254 kilometer lang, og med et afvandingsareal på 3.730 km², og med en decharge 30 km fra mundingen på 25,2 m³/s.
Største bifloder er Vesjarka og Krupen. Ved floden ligger byen Babajevo.
59°59′51″N 35°08′11″Ø / 59.9976°N 35.1363°Ø